# 紀昀

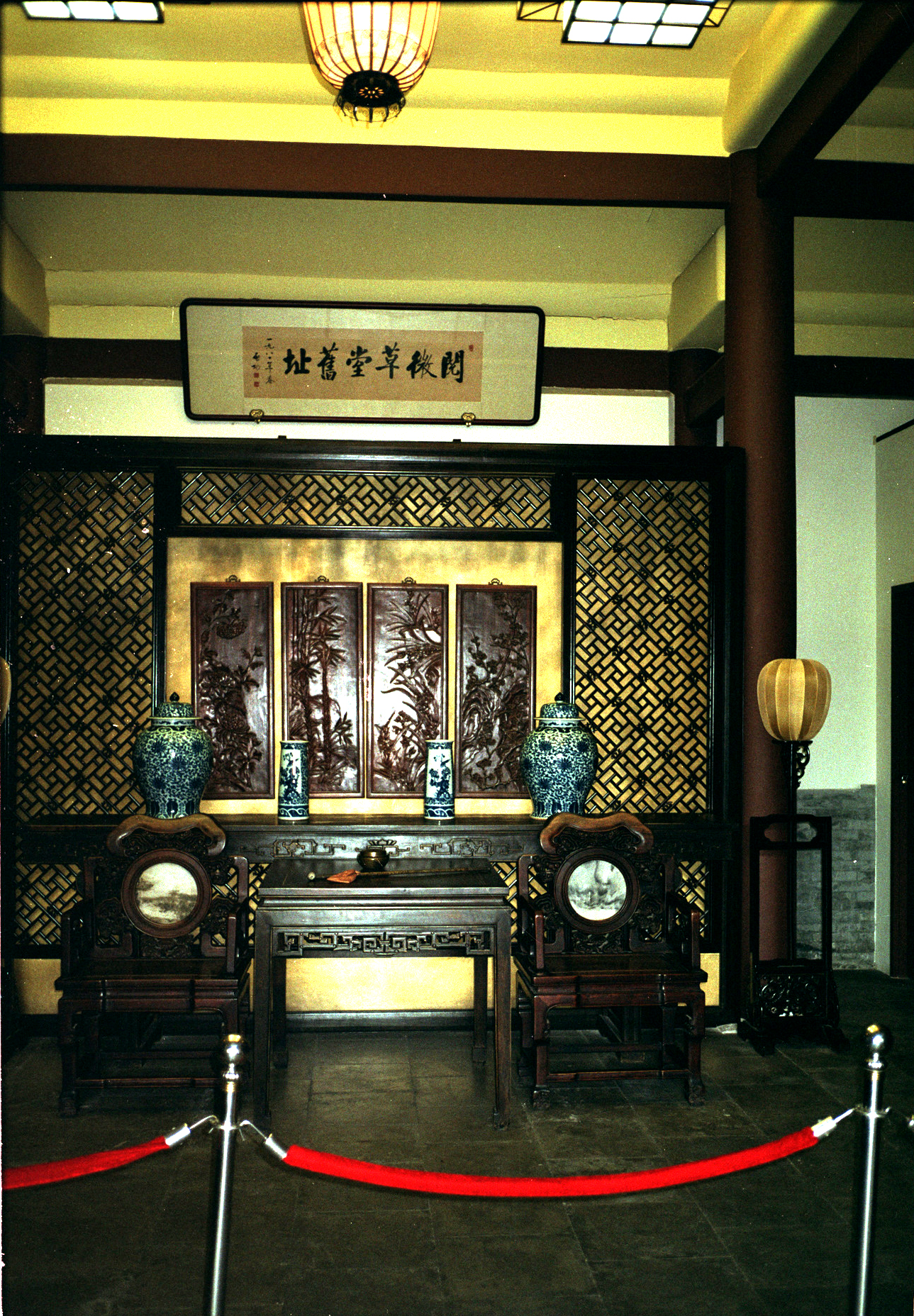
閱微草堂

纪昀（1724年8月3日—1805年3月14日），字晓岚，以字行，號石雲、觀弈道人、孤石老人、河間才子，直隸省河間府獻縣（今河北省滄州市献县）人，清代乾隆年間學者，政治人物。官至礼部尚书、协办大学士，曾任《四库全书》总纂修官。卒谥文达。
纪昀文采超群，與同時代江南的袁枚齊名，時稱「北紀南袁」。

## 家世
先世江南人，明成祖永乐時發富戶充實北直隶，遂籍献县。祖父紀天申為博士弟子員，父親紀容舒，康熙末舉人，官至雲南姚安知府，故紀曉嵐每稱之「姚安公」。

## 生平
雍正二年六月十五日（1724年8月3日），紀昀出生於直隸省河間府獻縣（今河北省滄州市獻縣）。乾隆十二年（1747年）順天府鄉試解元，乾隆十五年（1750年）喪母，服孝。乾隆十九年（1754年）重投科場，中進士，選庶吉士，授翰林院編修，以文學見長，歷任功臣館、國史館、方略館總纂，後出為福建學政。
乾隆三十年（1765年），因給親家盧見曾通風報信而捲入鹽政虧空案，乾隆命大學士劉統勛、吏部尚書托恩多、侍郎英廉調查紀曉嵐，獲罪被發配新疆烏魯木齊，于沿途积极与当地人交流，曰“如是我聞”，写了不少的作品，后整理成册，即为著名的《阅微草堂笔记》。紀昀反對理學，《阅微草堂笔记》和《四库全书总目提要》中有相当深刻的反映。
嘉庆元年（1796年），任兵部尚书，移任左都御史。次年，又迁任禮部尚书。嘉庆十年（1805年），任协办大学士、加太子少保。同年在京師病卒，享壽八十歲。生前自撰輓聯：“浮沉宦海如鷗鳥，生死書叢似蠹魚。”朝廷赐白银五百两治丧，予谥文达。《清史稿》有传。

## 語錄
“余嘗謂古人為詩似難尚易，今之人為詩似易實難。余自早歲受書，即學歌詠，中間奮其意氣，與天下勝流相倡和，頗不欲後人；今年將八十，轉瑟縮不敢著一語，平生吟稿亦不敢自存，蓋閱歷漸深，檢點得意之作，大抵古人所已道；其馳騁自喜，又往往皆古人所撝呵，撚鬚擁被，徒自苦耳。”

## 評價
- 《清史稿》赞紀昀“学问渊通”。[5]
- 乾隆帝：「我謂汝尚能雕蟲，且與秘翰一職。於我，優倡也。天下事豈汝之能言者！」[7]
- 清朝江藩《国朝汉学师承记》第六卷：“（纪昀）胸怀坦率、性好滑稽……然骤闻其语，近乎诙谐，过而思之，乃名言也”。[8]
- 清朝洪亮吉《续怀人诗十二首·纪尚书昀》：“子雲笔札君卿舌，当代无人可共论”。[8]
- 清朝牛应之《雨窗消意录》：“纪文达公昀，喜诙谐，朝士多遭侮弄”。[8]
- 清朝钱泳《履园丛话》：“献县纪相国善谐谑，人人共知”。[8]
- 禮親王代善之後昭槤評價他：“北方之士，罕以博雅見稱於世者，惟曉嵐宗伯無書不讀，博覽一時。所著《四庫全書總目》，總彙三千年間典籍，持論簡而明，修詞澹而雅，人爭服之。今年已八十，猶好色不衰[9]，日食肉數十斤，終日不啖一粒穀[10][11]，真奇人也。”[12]
- 清朝梁章鉅《歸田瑣記》[13]：“惟公平生不穀食，面或偶爾食之，米則未曾上口也。飲時只豬肉一盤，熬茶一壺耳。”亦寫紀曉嵐“几案上必羅列榛栗梨棗之屬，隨手攫食，時不住口。”可見紀曉嵐雖不食穀米，除肉類外亦喜好干果蜜餞類。[a]

## 紀念
- 紀曉嵐出生地(1724)：清直隸省河間府獻縣崔爾莊（今河北省滄州市獻縣崔爾莊鎮崔爾莊村）
- 紀曉嵐故居(1734-1805)：北京市西城區大柵欄街道珠市口西大街241號
- 紀昀墓(1806)：河北省滄州市滄縣崔爾莊鎮北村西南200米
- 紀曉嵐故居紀念館(2002)：北京市西城區大柵欄街道珠市口西大街241號

## 軼事
- 《清稗類鈔》載，有一次，紀曉嵐私下稱乾隆皇帝為「老頭子」，被皇帝聽見。乾隆曰：「無禮之徒，為何叫我老頭子？講得有道理，就免你的死罪。」紀曉嵐回答：「萬壽無疆曰老，頂天立地、至高無上曰頭，父天母地曰子。」乾隆聽了心情大好，怒火全消。此事為野史，禮親王昭槤所著嘯亭雜錄認為此為康熙事。[15]

- 礼部员外郎海升，满洲正蓝旗人，伊尔根觉罗氏，家暴妻子吳雅氏致死，謊報吳雅氏自縊，紀曉嵐奉命驗屍，稱確是自縊。吳雅氏兄弟貴寧伏闕控告，意是海升是中堂阿桂姻親，因此各官包庇海升。乾隆帝大怒，竟然派阿桂本人去驗屍，會同刑部共驗，發現並無縊痕，阿桂被罰俸五年。乾隆帝則維護紀曉嵐，稱：“其派出之纪昀本係无用腐儒，原不足具数，况伊于刑名事件素非谙悉，且目係短视（近視），于检验时未能详悉阅看。”表面譴責，實為紀曉嵐開脫。[8]
- 內閣學士尹壯圖因為直言，得罪了乾隆帝，軍機大臣和珅打算將尹壯圖處斬。但是尹壯圖之父尹均與紀曉嵐為同年科舉的好友，故紀曉嵐稍稍美言了一下，乾隆帝大怒，痛罵：“我看你文学素養还算不錯，才给你一个四庫全書的編輯官做，其实不过当作娼妓、演員一样豢养罢了，你怎敢隨便談論国家大事？”[16][17]
- 紀曉嵐頗好色，性能力也極強。一日要亲近女子數人，每日清晨、上午、中午、傍晚、睡前均行房。其他偶發事件，還不計算。[10] 紀曉嵐如一日無女色則「肤欲裂，筋欲抽」。编辑《四库全书》時數日單身當值，竟然「两睛暴赤，颧红如火」。乾隆帝见而大驚詢問，紀曉嵐就實話實說，皇帝大笑，遂賜兩位宫女「伴宿」。[9]
- 紀曉嵐喜歡喫肉類，不喜食五穀。「以肉为饭，无粒米入口」[10]、“平生不穀食，麵或偶尔食之，米则未曾上口也。饮时，只猪肉一盘，熬茶一壶耳。”[11] 但雖喜食肉，卻絕不食鴨肉，總覺鴨腥穢難以下嚥。一次不慎誤食之，立刻大吐。
- 现代影视作品中有纪晓岚与和珅斗智斗勇的片段，但实际上纪晓岚比和珅年长二十六岁（和珅生于1750年），并不是影视剧中近乎同龄的年纪。乾隆帝也较纪晓岚年长十余岁。刘墉则与纪晓岚年纪较为相近，也于同一年逝世，二者都比和珅年长二十余岁。

## 影視作品
- 《乾隆下江南 (電影)》由井淼飾演。
- 《滿清十三皇朝》由黃小朋飾演。
- 《還珠格格》由劉丹 (中國大陸男演員)飾演。
- 《風流才子紀曉嵐》由趙亮 (1969年)飾演。
- 《鐵齒銅牙紀曉嵐》由張國立飾演。
- 《紅墨坊》由張國立飾演。
- 《少年訟師紀曉嵐》由黃維德飾演。
- 《新還珠格格》由剛毅飾演。
- 《天命》由于洋飾演。
- 《乾隆王朝》由刘伟明饰演。

## 延伸阅读
[在维基数据编辑]
 在维基文库阅读此作者作品（ 在维基共享资源阅览影像、分类）
 《清史稿·卷320》，出自趙爾巽《清史稿》